# NGC 661
NGC 661 ist eine Elliptische Galaxie im Sternbild Dreieck am Nordsternhimmel. Sie ist schätzungsweise 175 Millionen Lichtjahre von der Milchstraße entfernt und hat einen Durchmesser von etwa 70.000 Lichtjahren. Vom Sonnensystem aus entfernt sich die Galaxie mit einer errechneten Radialgeschwindigkeit von näherungsweise 3.800 Kilometern pro Sekunde.
Das Objekt wurde am 26. Oktober 1786 von dem deutsch-britischen Astronomen Friedrich Wilhelm Herschel entdeckt.

## Galaktisches Umfeld
| Nr. | Galaxie          | Alternativname          | Rek          | Dek          | Distanz/asec |
| --- | ---------------- | ----------------------- | ------------ | ------------ | ------------ |
| →   | NGC 661          | LEDA/PGC 6376           | 01h44m14.62s | +28d42m21.3s | 0            |
| 1   | LEDA/PGC 74008   | 2MASX J01433808+2848535 | 01h43m38.09s | +28d48m53.6s | 620.13       |
| 2   | LEDA/PGC 1843215 | 2MASX J01432534+2841394 | 01h43m25.33s | +28d41m39.3s | 649.81       |
| 3   | LEDA/PGC 1842851 | 2MASX J01431409+2840513 | 01h43m14.11s | +28d40m51.2s | 799.38       |
| 4   | LEDA/PGC 6443    | UGC 1228                | 01h45m21.73s | +28d43m18.9s | 885.02       |
| 5   | LEDA/PGC 1845566 | 2MASX J01430337+2846256 | 01h43m03.37s | +28d46m25.8s | 969.93       |